# 張天錫 (弘治進士)
張天錫（1468年—？），字惟範，順天府霸州人，軍籍，明朝政治人物。

## 生平
順天府鄉試第十八名舉人。弘治十五年（1502年）中式壬戌科三甲115名進士。任直隸溧水縣知縣，歷陞刑部員外郎，陝西僉事。

## 家族
曾祖父張復初；祖父張顯，大使；父張瓘。嫡母彭氏；生母王氏。慈侍下。兄天祐、弟天福、天禄、天叙。